# 岩宮恵子
岩宮 恵子（いわみや けいこ、1960年1月 - ）は、日本の心理学者、臨床心理士。島根大学教授。

## 略歴
鳥取県米子市出身。聖心女子大学文学部卒業。鳥取大学医学部精神科での臨床を経て、臨床心理相談室を個人開業。
- 2001年島根大学教育学部助教授
- 2005年同教授[1]。
- 2013年 河合隼雄学芸賞選考委員に就任[2]。
- 2017年4月 島根大学人間科学部開設に伴い同学部教授。

## 著書
- 『生きにくい子どもたち カウンセリング日誌から』岩波書店、1997.今ここに生きる子ども　のち現代文庫
- 『思春期をめぐる冒険 心理療法と村上春樹の世界』日本評論社、2004　のち新潮文庫
- 『フツーの子の思春期 心理療法の現場から』岩波書店、2009
- 『好きなのにはワケがある 宮崎アニメと思春期のこころ』ちくまプリマー新書、2013

## 共編
- 『新・臨床心理学入門』河合俊雄共編.日本評論社、2006.こころの科学